# Fiona Hill
Fiona Hill   (Bishop Auckland, octubre 1965) és una especialista d'afers exteriors estatunidenca d'origen britànic. Especialista de les relacions internacionals amb Rússia i Europa, va treballar com a oficial al Consell Nacional de Seguretat dels Estats Units entre 2017 i el 19 de juliol de 2019, quan va presentar la seva dimissió. Posteriorment va ser un testimoni clau en el procés d'impugnació del president estatunidenc Donald Trump al novembre del 2019.